# 베이나이트

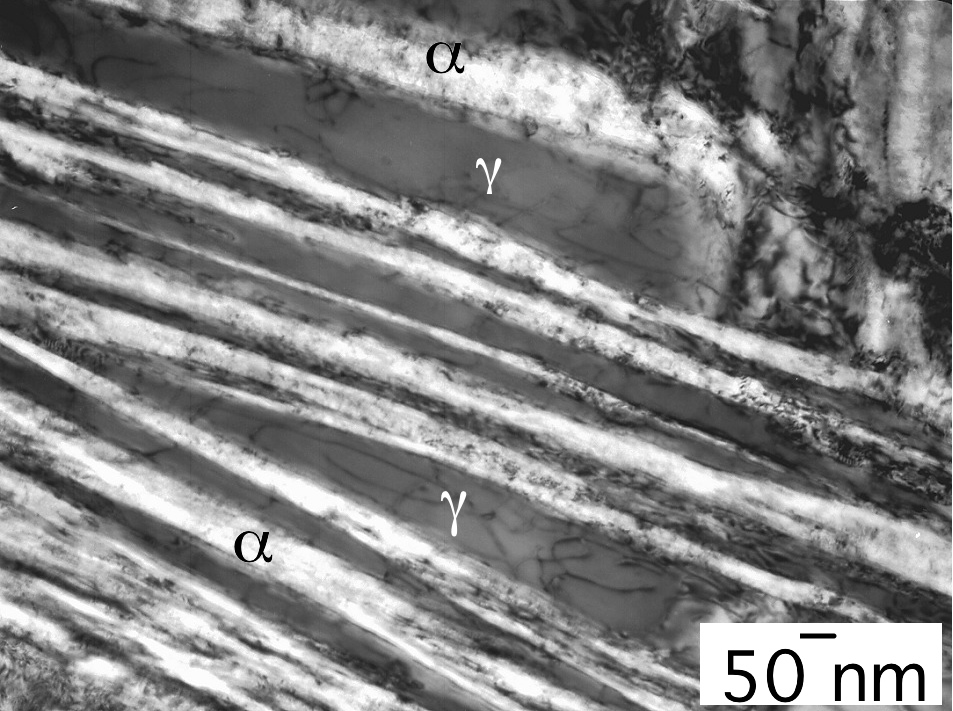

베이나이트(Bainite)는 오스테나이트가 더 이상 안정하지 않은 온도로 급랭될 때 생기는 물질이다. 시멘타이트와 전위가 많은 페라이트로 이루어지는게 일반적이다.

## 같이 보기
- 펄라이트 (철)
- 마르텐사이트